# Famille von Wolff-Metternich
Pour les articles homonymes, voir Metternich (homonymie).
La famille von Wolff-Metternich est une famille de la noblesse ancienne de Rhénanie, qui descend des seigneurs Wolff von Gudenberg, originaires de la Hesse du Nord.
Cette famille ne doit pas être confondue avec les comtes et princes de Metternich-Winneburg.

## Histoire

### Origines
La famille Wolff von Gudenberg, que l'on retrouve parfois dans les textes anciens sous la forme de Wölffe von Gudenberg ou en latin de Lupi (traduction de loup en latin, Wolff en allemand), est  mentionnée pour la première fois en 1213 avec Arnold Ier, considéré comme le fondateur de la famille.
Wilhelm Wolff von Gudenberg zu Itter, fils de Thile Ier Wolff von Gudenberg, s'installe en 1429 à Andernach. Son fils Goddart Wolff von Gudenberg zu Itter épouse en 1440 Sybilla von Metternich. Il obtient ainsi une partie des terres seigneuriales de Metternich près d'Euskirchen et ajoute son nom au sien. L'un des arrière-petits-fils de Goddart, Hieronymus, entre en possession en 1538 grâce à son mariage avec Katharina von Buschfeld, du château de Gracht, ajoutant ainsi zur Gracht à son nom.

### Titres
Le chambellan et maréchal de la cour du Saint-Empire et de Cologne Johann Adolf Wolff, dit von Metternich (1592–1669), obtient en 1637 le titre de baron du Saint-Empire. En 1731, Franz-Joseph von Wolff-Metternich zur Gracht, chambellan et conseiller à la cour du Saint-Empire fonde la lignée des comtes du Saint-Empire.

### Domaines

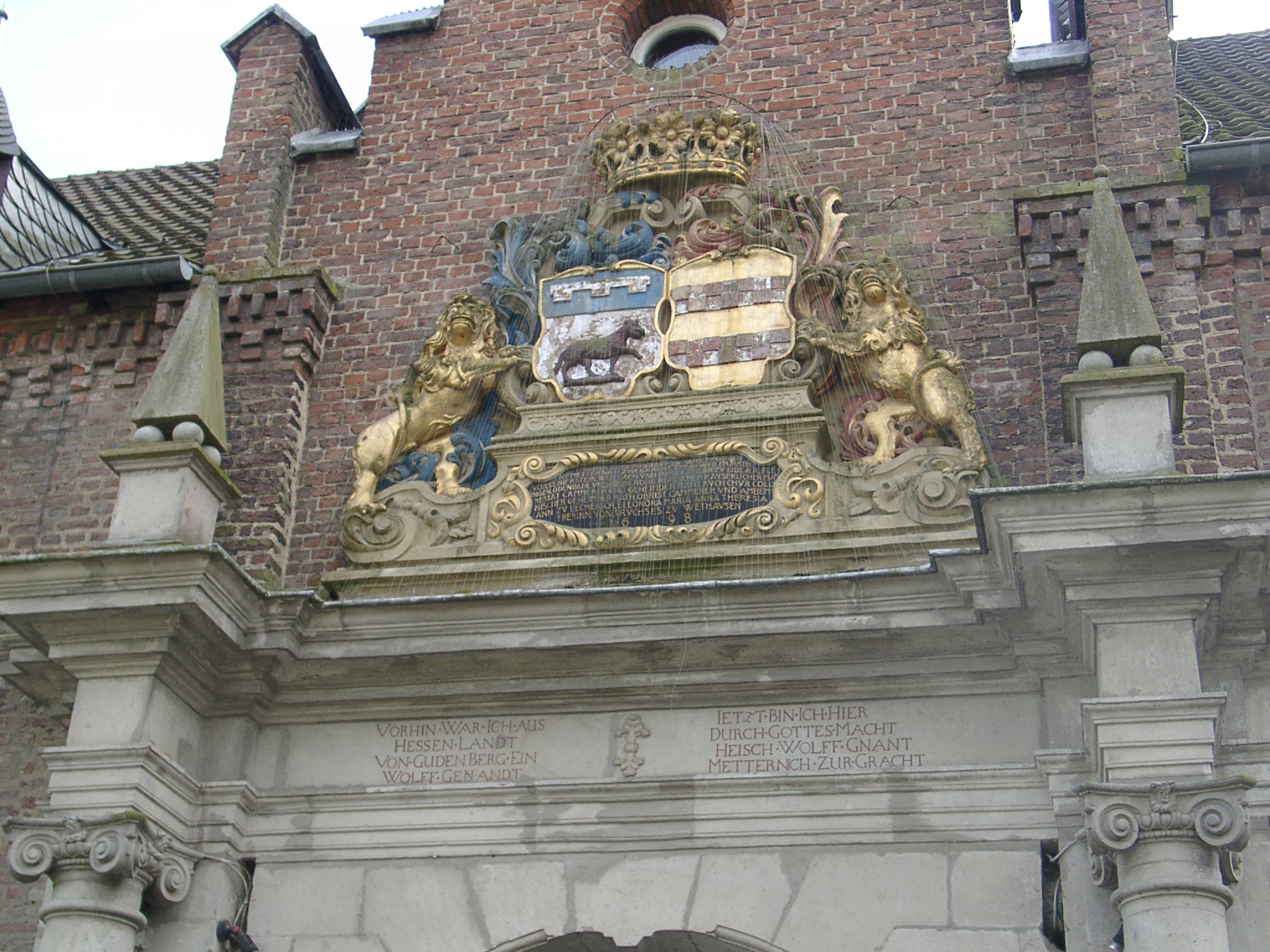
Entrée du château de Gracht, Inscription:
„Vorhin·War·Ich·aus·Hessen·Landt·
Von·GudenBerg·Ein·Wolff·Genandt
Ietzt·Bin·Ich·Hier·Durch·Gottes·Macht
Heisch·Wolff·Gnant·Metternich·Zur·Gracht“

Grâce au mariage avec Sybille von Metternich, la famille entre en possession de plusieurs domaines en Rhénanie et obtient de hautes fonctions. En plus du château de Gracht (berceau de la famille jusqu'en 1957), les Wolff-Metternich de Rhénanie possèdent autrefois le château de Satzvey (de), le château de Gymnich (de), le château Wolfsburg de Roisdorf, le château de Redinghoven, le château de Nörvenich (de), le château de Strauweiler, le château de Flehingen à Kraichgau (1636-1876) et la Maison Wenge (Haus Wenge) près de Dortmund.

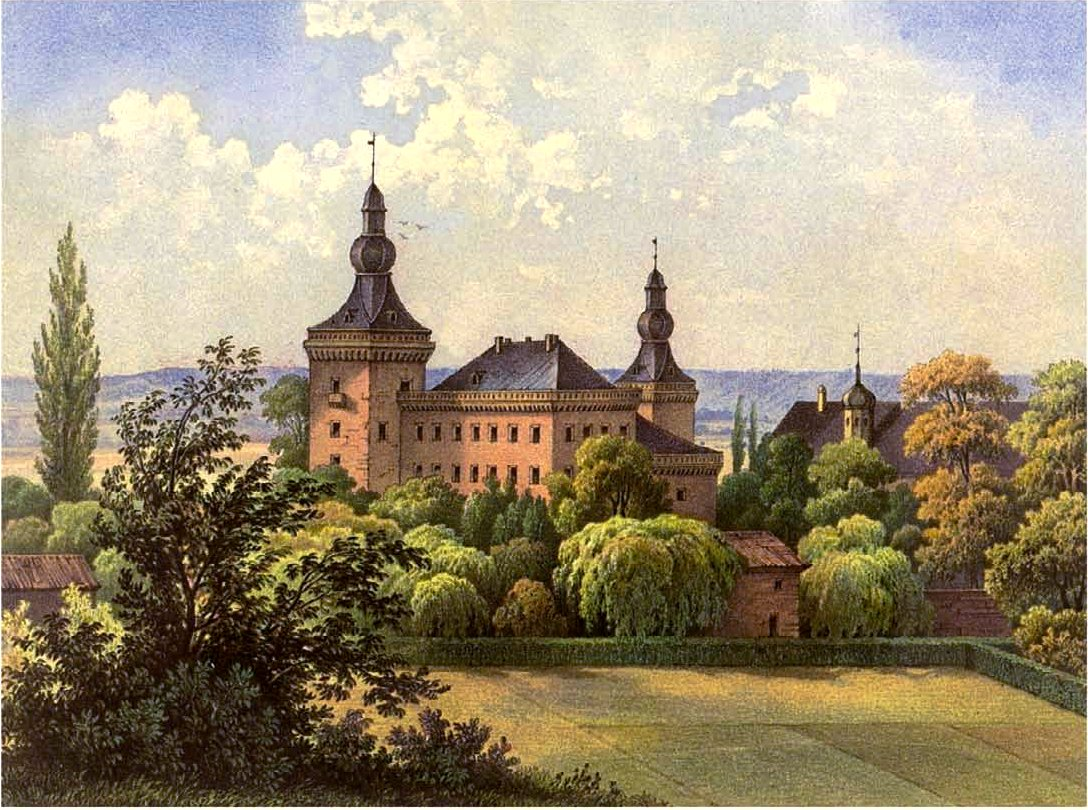
Le château de Gracht, qui appartint à la famille pendant plus de quatre cents ans, collection Alexander Duncker
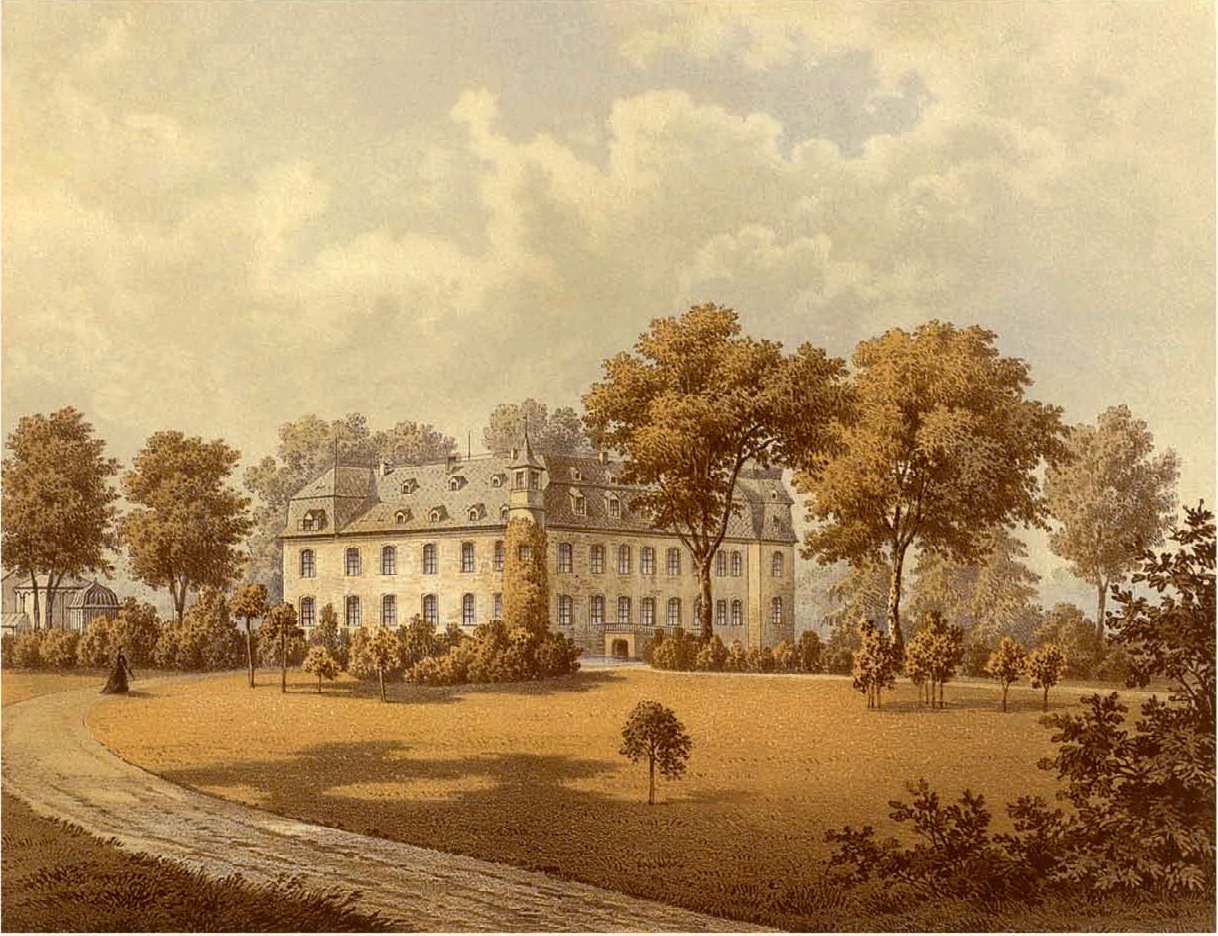
Le château de Gymnich, propriété de la famille entre 1824 et 1920, collection Alexander Duncker
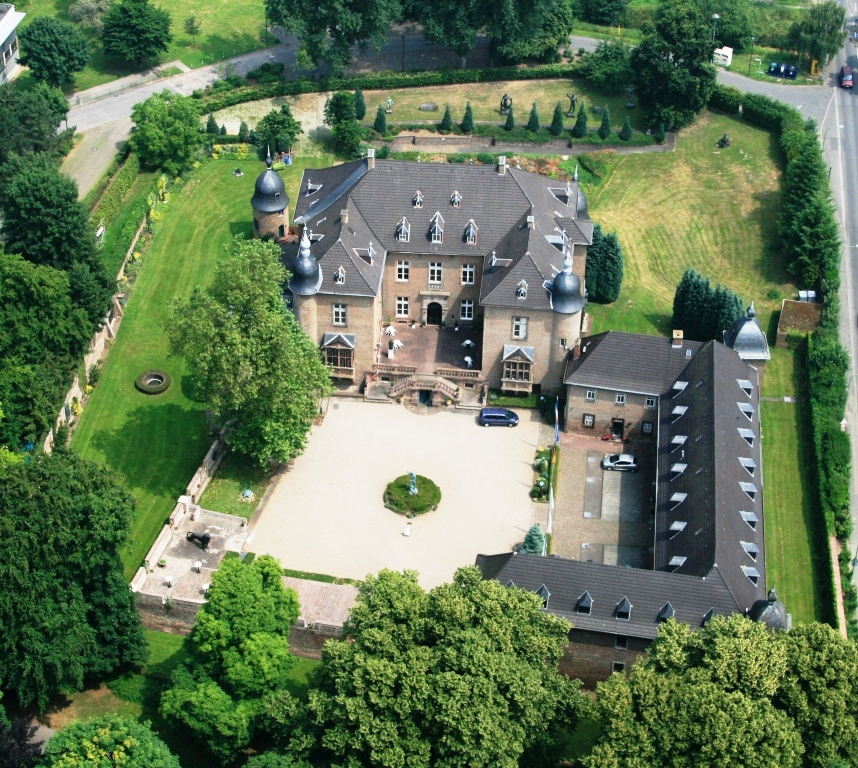
Le château de Nörvenich, propriété de la famille pendant plus d'un siècle
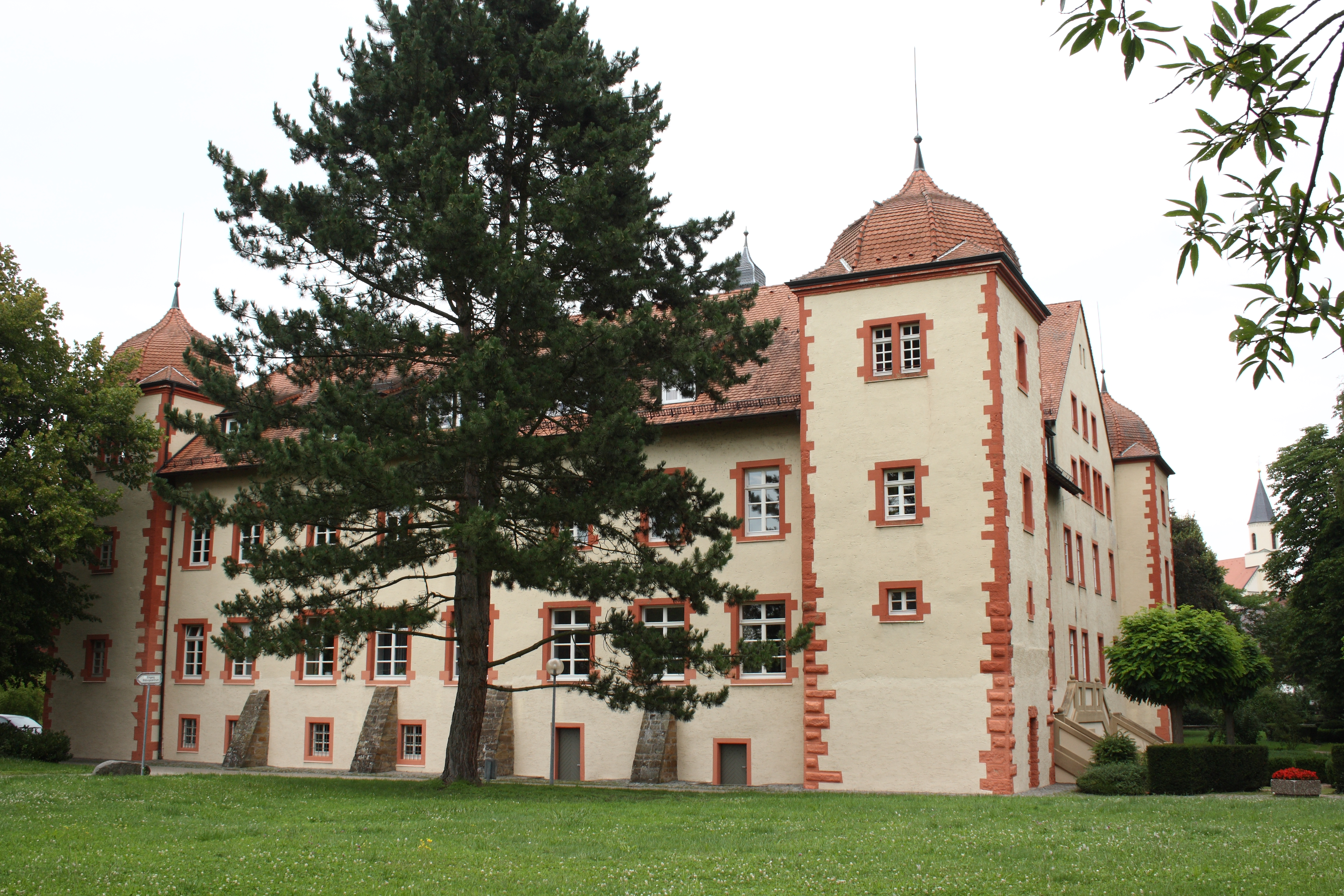
Le château de Flehingen, propriété de la famille entre 1636 et 1876
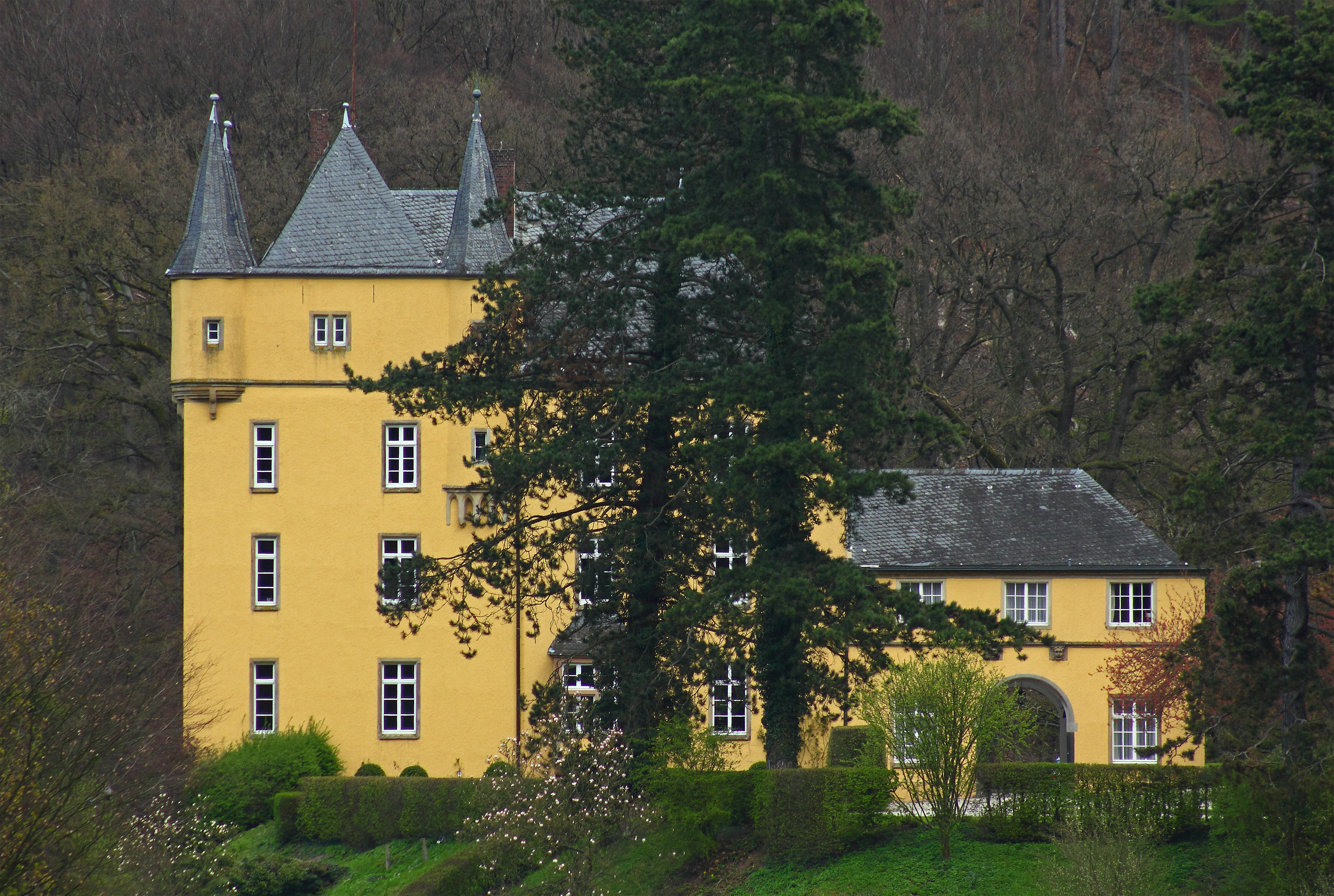
Le château de Strauweiler, propriété de la famille pendant trois cent cinquante ans
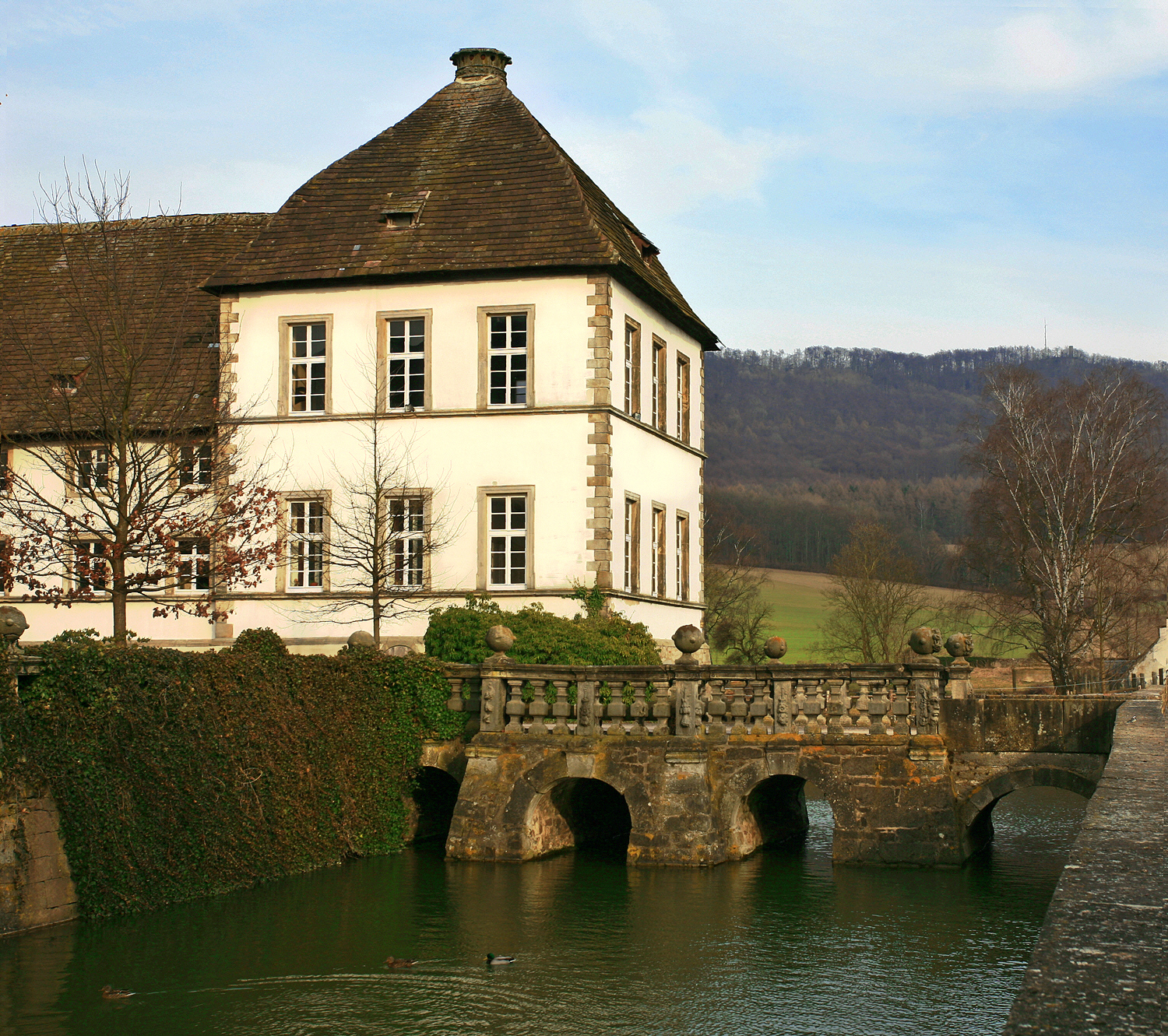
Le château de Bisperode, résidence du prince-évêque Hermann Werner von Wolff-Metternich zur Gracht

Au XVIIIe siècle, des membres de la famille (lignée du château de Flehingen depuis 1638) dirigent la seigneurie de Kraichgau qui fait partie du cercle des chevaliers souabes.
Le prince-évêque de Paderborn Hermann Werner von Wolff-Metternich zur Gracht achète en 1696 à la famille von Amelunxen  les domaines de Wehrden et d'Amelunxen. Il fait construire à Wehrden  et à Bisperode des châteaux de plaisance dont les plans sont dessinés par Ambrosius von Oelde. Wehrden devient jusqu'à aujourd'hui le berceau de la ligne westphalienne des barons de Wolff-Metternich. Ils sont aussi installés à Höxter, à Maygadessen et à Bruchhausen.
La branche des comtes de Wolff-Metternich acquiert au XVIIIe siècle et au XIXe siècle le château de Vinsebeck et le château fort d'Adelebsen. Une lignée cadette achète en 1909 le château Hillenraad (nl) dans la province de Limbourg des Pays-Bas.

## Armes

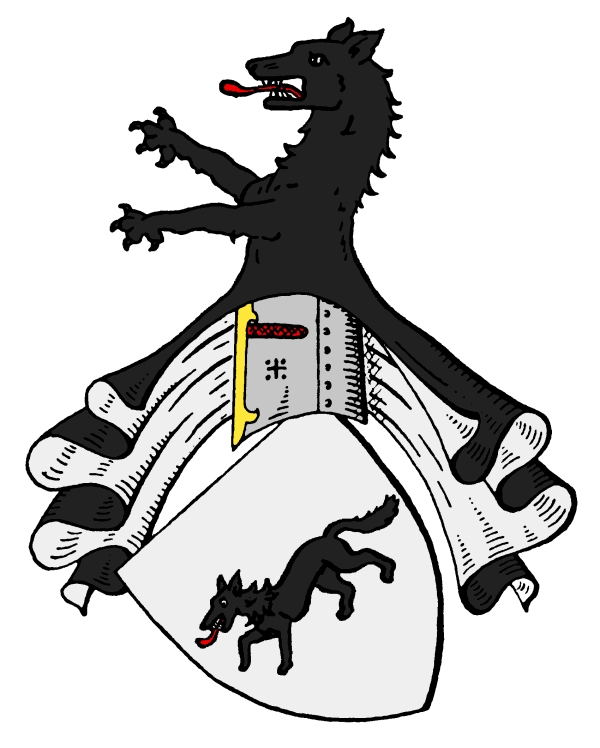
Armes de la famille Wolff von Gudenberg

## Possessions

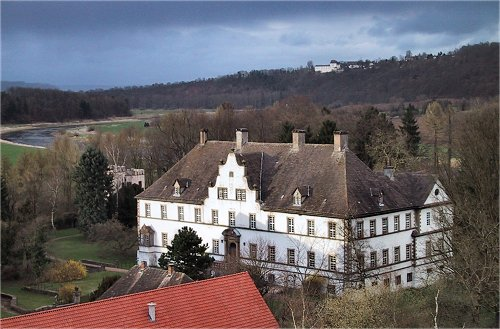
Château de Wehrden
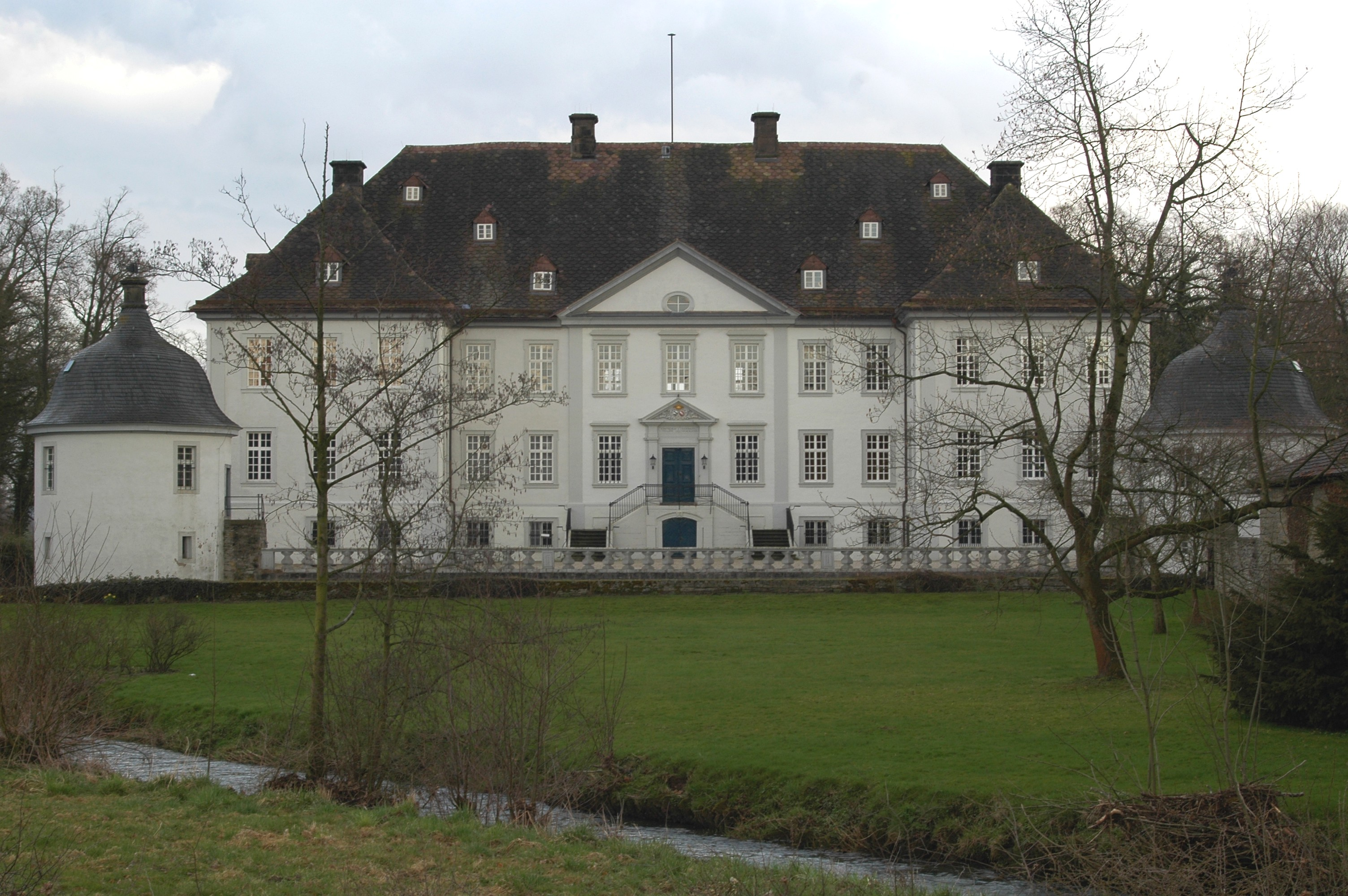
Château de Vinsebeck
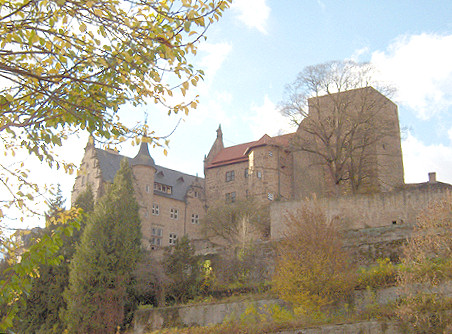
Château d'Adelebsen
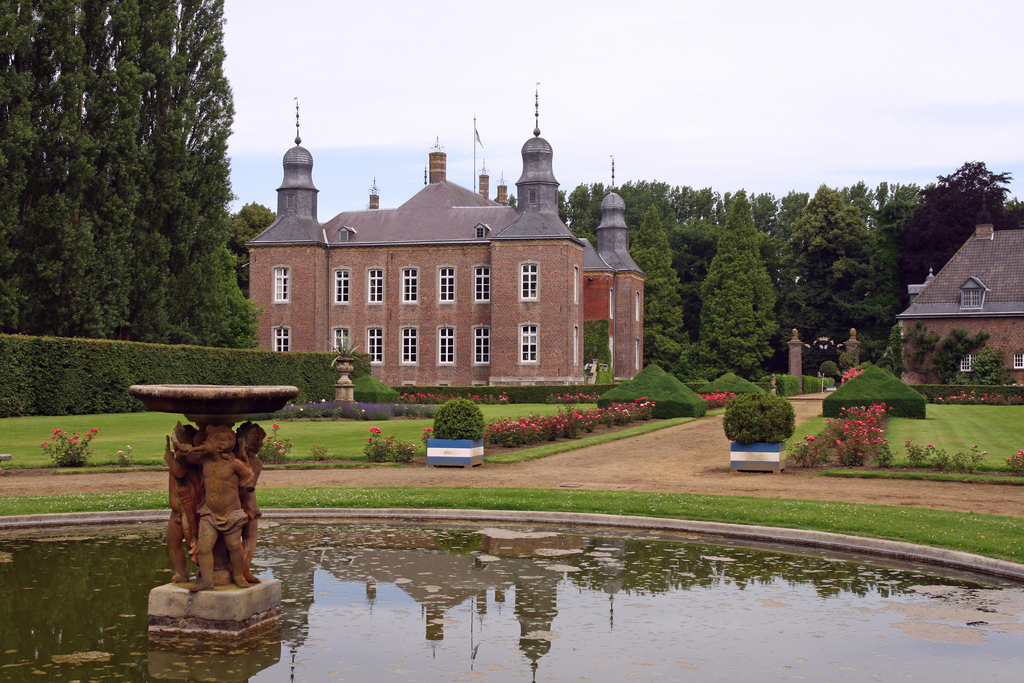
Château de Hillenraad, Swalmen, Pays-Bas
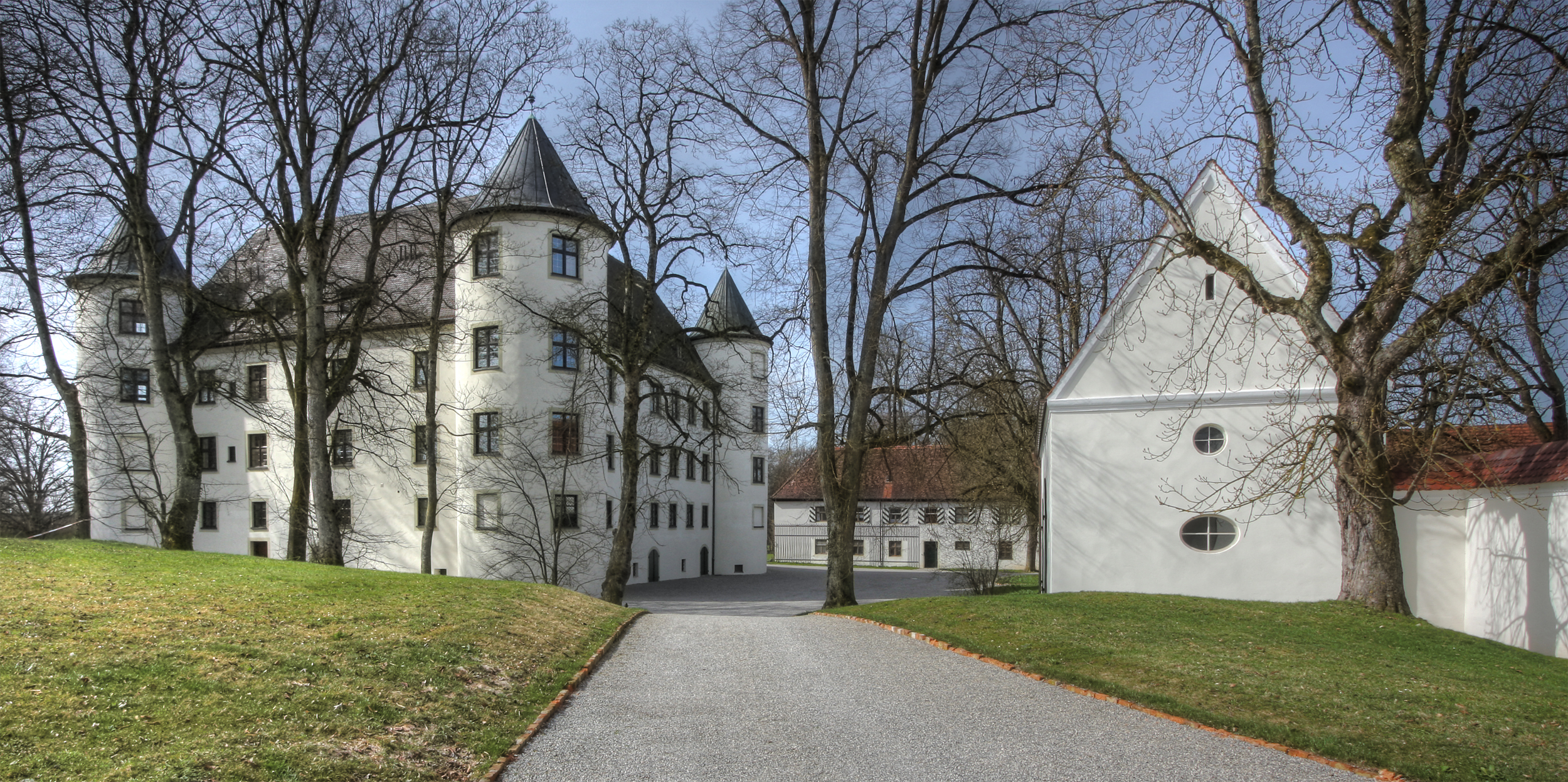
Château de Jettingen
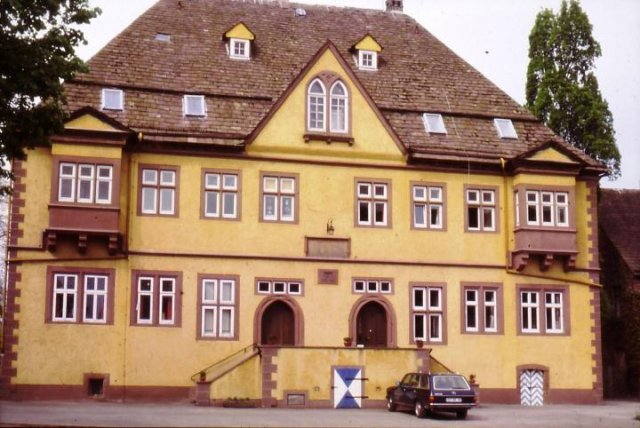
Haus Amelunxen
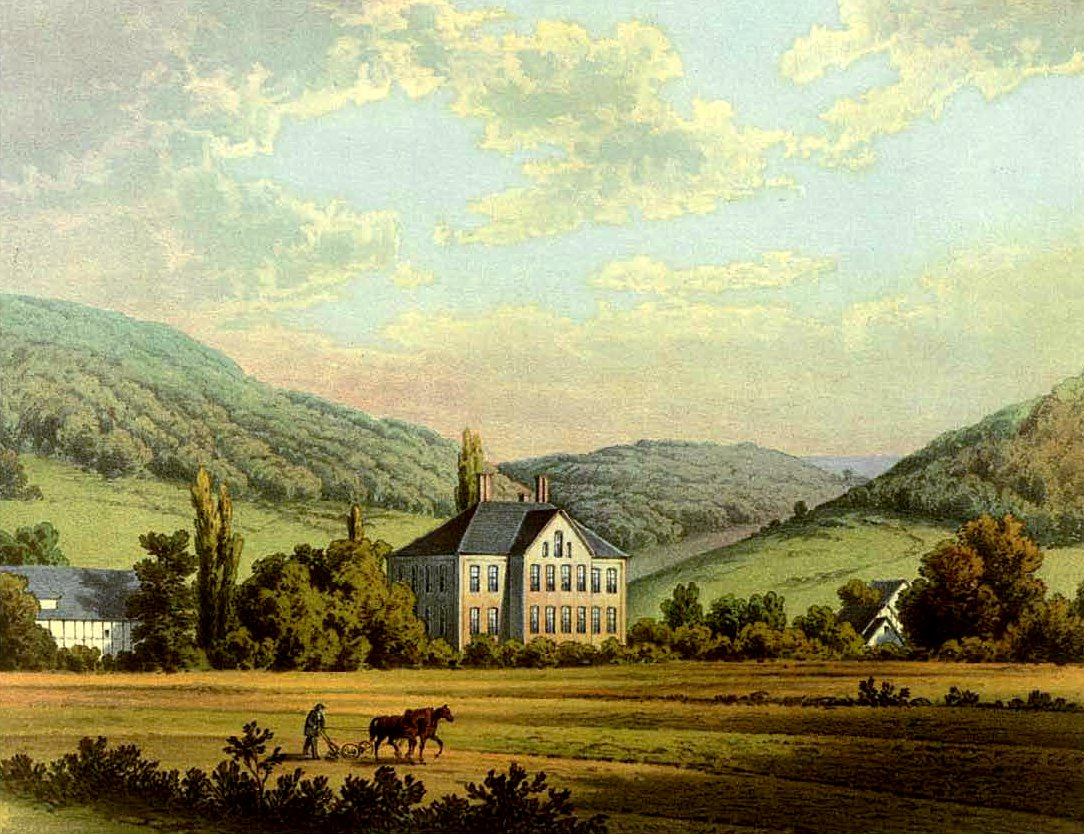
Haus Maygadessen

## Personnalités

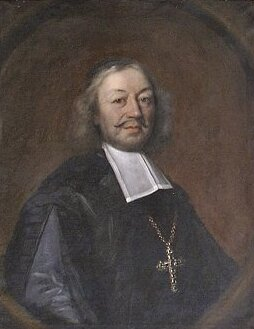
Hermann Werner von Wolff-Metternich zur Gracht (1625-1704), prince-évêque de Paderborn.

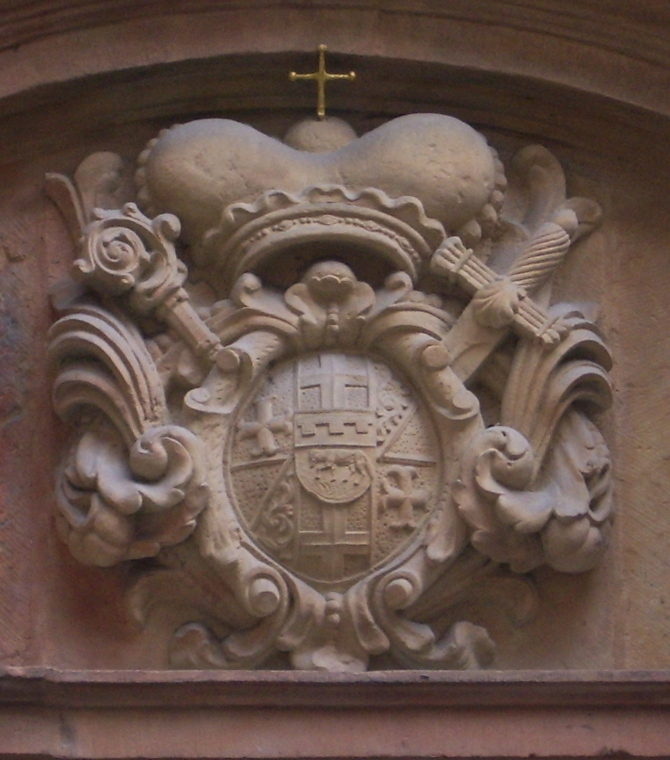
Armes du prince-évêque Hermann Werner von Wolff-Metternich zur Gracht.

- Adolph Wolff von Metternich zur Gracht (1553–1619), doyen de la cathédrale de Spire et chambellan du duc Guillaume V de Bavière
- Wilhelm Wolff von Metternich zur Gracht (1563–1636); jésuite et recteur des collèges jésuites de Spire, Trèves et Cologne
- Johann Adolf Wolff Metternich zur Gracht (1592–1669), petit-fils de Hieronymus, neveu de Guillaume, conseiller et maréchal de la cour de Cologne. Devenu baron du Saint-Empire en 1637
- Degenhardt Alfred von Wolff-Metternich zur Gracht († 1668), arrière-petit-fils de Hieronymus, frère du prince-évêque de Paderborn Hermann Werner, conseiller secret et grand-écuyer de la cour
- Hermann Werner von Wolff-Metternich zur Gracht (1621–1705), frère de Degenhardt Alfred, prévôt de la cathédrale de Hildesheim, 1683-1704 prince-évêque de Paderborn
- Franz Arnold von Wolff-Metternich zur Gracht (1658–1718), fils de Degenhardt Alfred et neveu du prince-évêque Hermann Werner, succède à son oncle entre 1704–1718 en tant que prince-évêque de Paderborn, en 1706 prince-évêque de Münster
- Johann Adolf von Wolff-Metternich zur Gracht (1651–1722), fils de Degenhardt Alfred, conseiller secret à la cour de Cologne, grand-chambellan et maréchal de la cour, fonde la branche des comtes de Wolff-Metternich
- Hieronymus Leopold von Wolff-Metternich zur Gracht (1661–1719), frère de Johann Adolf, conseiller secret à la cour de Cologne et grand-écuyer, fonde la lignée des barons de Wolff-Metternich zu Wehrden.
- Wilhelm Hermann Ignatz Wolff-Metternich zur Gracht (de) (1665–1722), évêque titulaire d'Ionopolis (de)  et évêque auxiliaire de Münster (1720–1722)
- August Wilhelm Franz von Wolff-Metternich (1705–1764), prévôt de la cathédrale de Münster et chambellan de la cour de Cologne
- Franz Wenzel Philipp von Wolff-Metternich (1770–1825), conseiller du canton de Höxter
- Klemens von Wolff-Metternich (1803–1872), haut-serviteur de l'État
- Friedrich von Wolff gen. Metternich (de) (1816–1898), conseiller de Höxter
- Comte Paul Wolff-Metternich zur Gracht (1853–1934), diplomate
- Ferdinand von Wolff-Metternich (1855–1919), propriétaire terrien, membre du Reichstag
- Comte Franz von Wolff-Metternich zur Gracht (1893–1978), historien de l'art, conservateur
- Peter von Wolff Metternich zur Gracht (1929-2013), entrepreneur, de 2005 à 2011 général de l'ordre des chevaliers du Saint-Sépulcre de Jérusalem à Rome